# Kozí štít
Kozí štít je horský štít o nadmořské výšce 2111 m na Slovensku v pohoří Vysoké Tatry.

## Charakteristika
Kozí štít je nejvyšší štít v masivu Kozího hřbetu vedoucího jihovýchodním směrem od Jahňacího štítu, nacházející se mezi Koziou kôpkou a Zadnou žeruchovou vežou, ve Vysokých Tatrách. V minulosti se také nazýval Malý Jahňací štít. Vrcholy Kozího hřbetu nesou pojmenování Kozí mních, Kozia kôpka, Kozí štít, Zadná žeruchová veža, Predná žeruchová veža, Kozia bašta (při pohledu z Červené doliny).

## Okolí štítu
Ze štítu je pěkný výhled na okolní doliny a štíty (Lomnický štít, Jahňací štít, Kolový štít a jiné), Dolinu Bílých ples a Červenou dolinu.

## Přístup
Kozí štít není přístupný po turistické stezce, výstup na něj je možný pouze pro horolezce nebo v doprovodu horského vůdce.

## Prvovýstup
Jako první známí vystoupili na Kozí štít Janusz Chmielowski, Klemens Bachleda, Jan Bachleda-Tajber 15. září 1904; v zimě to byly Günter Oskar Dyhrenfurth a Alfred Martin 6. března 1906.

## Galerie
Klikněte na obrázek pro jeho zvětšení.

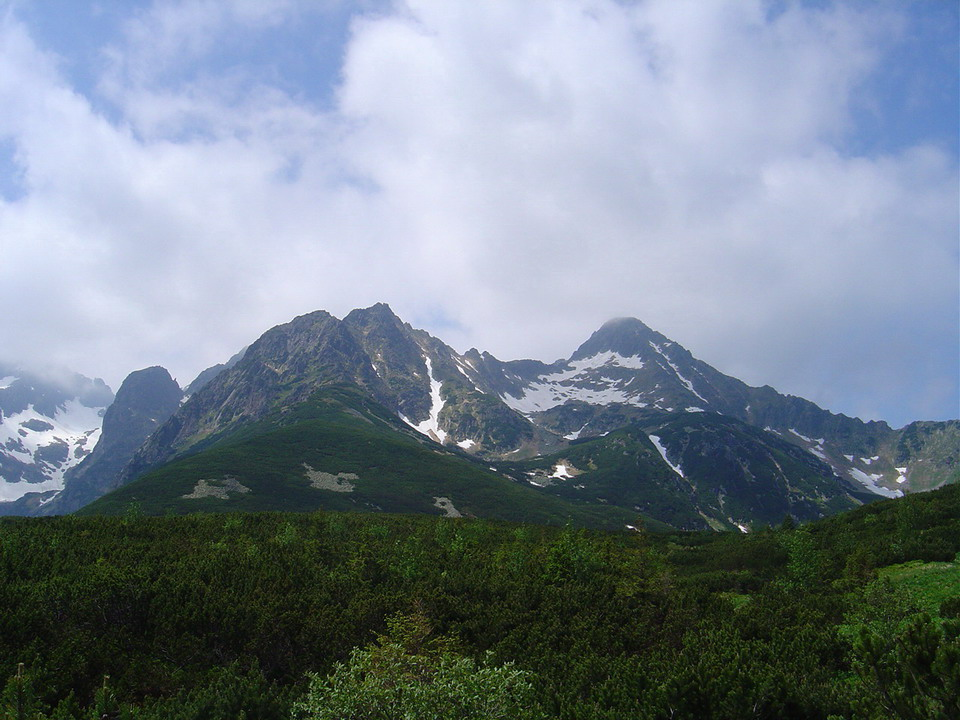
Kozí štít (vlevo) a Jahňací štít (vpravo) z Doliny Kežmarskej Bielej vody
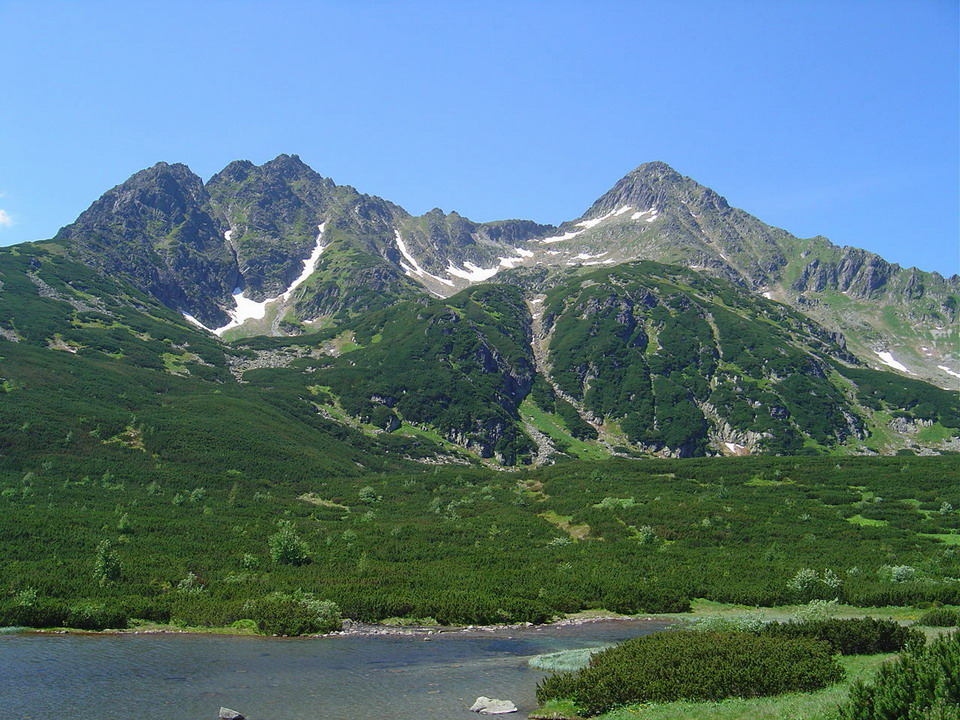
Kozí štít (vlevo) a Jahňací štít (vpravo) z Doliny Bielych plies, v popředí Veľké Biele pleso
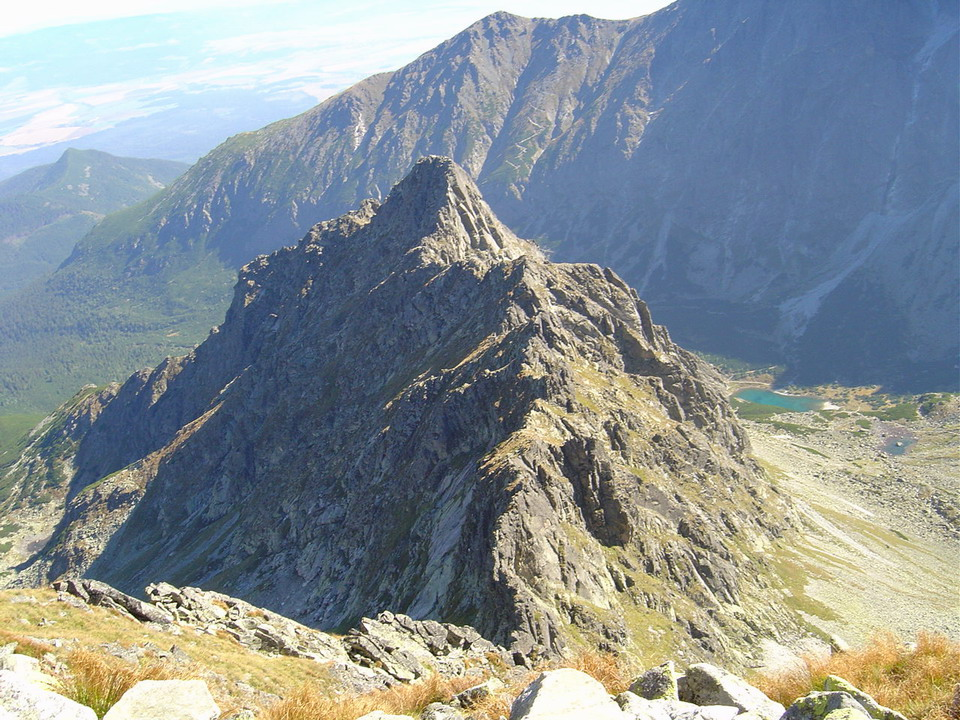
Kozí štít z Jahňacieho štítu
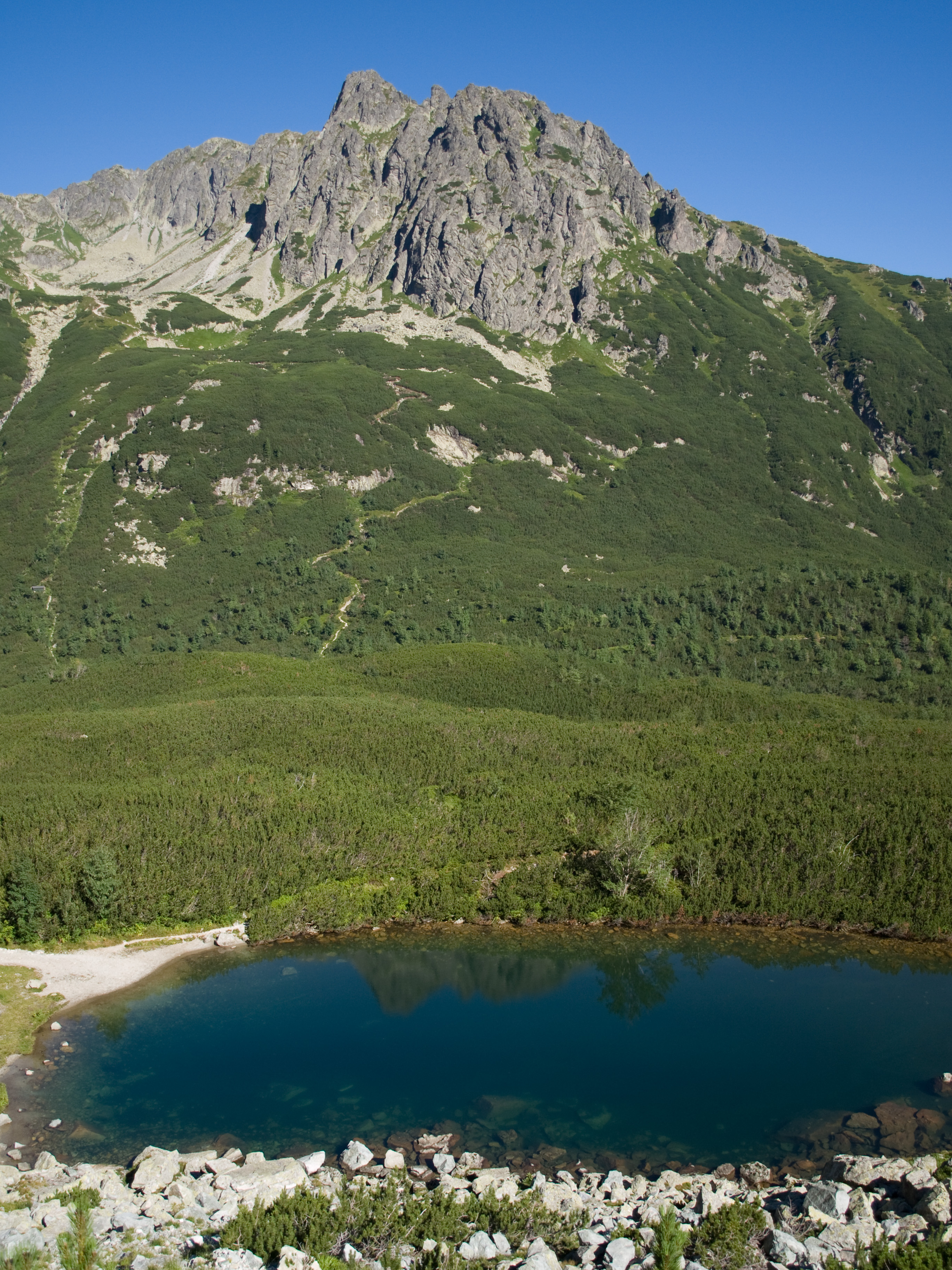
Kozí štít od Čierneho plesa Kežmarského